# فهرست آثار ملی شهرستان بویراحمد
شهرستان بویراحمد یکی از شهرستان‌های استان کهگیلویه و بویراحمد است. مرکز این شهرستان، شهر یاسوج است و یاسوج ییلاق دولت بزرگ تمدن ایلام بوده‌است. منطقه یاسوج از عصر برنز محل زندگی انسان‌ها بوده‌است. آریوبرزن، سردار اکسینی در این منطقه با اسکندر مقدونی مبارزه کرد. یافته‌های باستانی در تپه شهدا (مربوط به ۳ هزار سال پیش از میلاد)، تپه خسرو، محوطه باستانی گرد، پل پاتاوه و گورستان پایه‌چول از آثار تاریخی یاسوج هستند. 

## آثار ثبت‌شده
| ردیف | نام اثر                      | نگاره          | دیرینگی                    | موقعیت                                                                              | شمارهٔ ثبت | تاریخ ثبت  | منبع  |
| ---- | ---------------------------- | -------------- | -------------------------- | ----------------------------------------------------------------------------------- | --------- | ---------- | ----- |
| ۱    | تپه شهداء                    | بارگذاری تصویر | هزاره ۳ ق‌م                 | ۱۱ کیلومتری شمال شرقی یاسوج، روستای گنجه‌ای کهنه                                     | ۱۵۵۰      | ۱۳۵۶/۱۰/۱۹ | [ ۵ ] |
| ۲    | تپه خسرو                     |                | هزاره ۳ ق‌م                 | ۴ کیلومتری یاسوج در غرب قریه تل خسرو                                                | ۱۵۵۲      | ۱۳۵۶/۱۰/۱۹ |       |
| ۳    | تل مهره‌ای/ تپه مهره‌ای        |                | هزاره ۴ و ۳ ق. م           | یک کیلومتری شرق قریه سرسقاوه، یک کیلومتری امامزاده بی بی خاتون                      | ۱۵۷۵      | ۱۳۵۶/۱۰/۱۹ |       |
| ۴    | تپه خرگوشی/ تل طلایی         |                | ساسانی                     | ۲۴ کیلومتری جنوب یاسوج، دهستان دشت روم، روستای چشمه سیدی                            | ۲۴۶۱      | ۱۳۷۸/۰۷/۱۹ |       |
| ۵    | تپه بی‌بی زلیخایی             |                |                            | ۱۷ کیلومتری شمال غرب شهر شوق، ۲۰۰ متری جنوب روستای بی بی زلیخایی                    | ۳۳۴۷      | ۱۳۷۹/۱۲/۲۵ |       |
| ۶    | تل کوچک                      |                |                            | مرکز دشت کلاچو، شماتل گپ، ۲۰۰متری غرب روستای خیارکار                                | ۳۳۴۸      | ۱۳۷۹/۱۲/۲۵ |       |
| ۷    | تپه تاریخی شوولی             |                |                            | ۸ کیلومتری شمال شرق شهر دهدشت، بخش غربی روستای کوشک                                 | ۳۳۴۹      | ۱۳۷۹/۱۲/۲۵ |       |
| ۸    | تپه باستانی بیره زا/ پیر زال |                |                            | ۱۱ کیلومتری شمال شرق، حدفاصل روستای کلایه سفلی و علیا، ۴ کیلومتری شرق تل گپ         | ۳۳۵۰      | ۱۳۷۹/۱۲/۲۵ |       |
| ۹    | مجموعه سه گنبدان             |                |                            | از مسیر روستاهای بوآی علیا و بوآی وسطی و چنگلوا با عبور از کوه‌های گچی تیزنگ         | ۳۳۵۱      | ۱۳۷۹/۱۲/۲۵ |       |
| ۱۰   | تپه باستانی گردن تل          |                | تاریخی                     | شهرستان بویراحمد، دهستان مارگون، ۴۰۰متری روستای سالار عزیزی                         | ۴۵۵۲      | ۱۳۸۰/۱۰/۱۱ |       |
| ۱۱   | قلعه کک کهزاد (قلعه کره)     |                | ساسانی                     | شهرستان بویراحمد، دهستان پاتاوه، دو کیلومتری شرق روستای امامزاده بی بی زهراخاتون    | ۴۵۵۳      | ۱۳۸۰/۱۰/۱۱ |       |
| ۱۲   | تپه مورد راز                 |                | تاریخی                     | شهرستان بویراحمد، بخش مرکزی، دهستان سر رودجنوبی، یک کیلومتری روستای موردراز         | ۴۵۵۴      | ۱۳۸۰/۱۰/۱۱ |       |
| ۱۳   | تپه باستانی قلعه چه شماره یک |                | تاریخی                     | شهرستان بویراحمد، بخش مارگون، روستای تمنک                                           | ۴۵۵۵      | ۱۳۸۰/۱۰/۱۱ |       |
| ۱۴   | محوطه باستانی زی زی (زیر)    |                | ساسانی ـ قرون اولیه اسلامی | شهرستان بویراحمد، ۳۰۰ متری حنوب شرقی روستای سالار عزیزی                             | ۴۵۶۳      | ۱۳۸۰/۱۰/۱۱ |       |
| ۱۵   | تپه باستانی کلا تک           |                | تاریخی                     | شهرستان بویراحمد، دهستان مارگون، ۳۰۰ متری تل روستای سالار عزیزی                     | ۴۵۶۴      | ۱۳۸۰/۱۰/۱۱ |       |
| ۱۶   | تپه باستانی قبرستان کاکان    |                | تاریخی                     | شهرستان بویراحمد، دهستان کاکان، شمال روستای عباسعلی خان                             | ۴۵۶۵      | ۱۳۸۰/۱۰/۱۱ |       |
| ۱۷   | گورستان دلی شب لیز           |                | هزاره اول ق. م             | شهرستان بویراحمد، بخش دروهان، ۵۰۰متری جنوب شرقی روستای شب لیز                       | ۴۵۶۶      | ۱۳۸۰/۱۰/۱۱ |       |
| ۱۸   | پایه‌های پل قدیمی کنا         |                | صفویه                      | شهرستان بویراحمد، بخش دروهان، دهستان پاتاوه، روستای کتا                             | ۴۵۶۷      | ۱۳۸۰/۱۰/۱۱ |       |
| ۱۹   | تپه باستانی قلعه چی شماره ۲  |                | تاریخی                     | شهرستان بویراحمد، شرق روستای تمنک، از توابع بخش مارگون                              | ۴۷۴۳      | ۱۳۸۰/۱۱/۲۳ |       |
| ۲۰   | امامزاده محمود طیار          |                | قاجاریه                    | بخش دروهان، روستای درب کلات سادات محمودی                                            | ۶۲۷۳      | ۱۳۸۱/۰۷/۰۷ |       |
| ۲۱   | استودان شماره یک چین         |                | الیمائی                    | بخش لوداب، گراب سفلی، دهستان چین، روستای صفرآباد                                    | ۶۲۷۴      | ۱۳۸۱/۰۷/۰۷ |       |
| ۲۲   | استودان شماره دو چین         |                | الیمائی                    | بخش لوداب، دهستان چین، ۱/۵ کیلومتری، شمال روستای صفر آباد                           | ۶۲۷۵      | ۱۳۸۱/۰۷/۰۷ |       |
| ۲۳   | استودان شماره ۳              |                | الیمائی                    | بخش لوداب، دهستان چین، تنگ دومن                                                     | ۶۲۷۶      | ۱۳۸۱/۰۷/۰۷ |       |
| ۲۴   | استودان شماره چهار چین       |                | الیمائی                    | بخش لوداب، دهستان چین، روستای شهید پیرایش تنگ دومن                                  | ۶۲۷۷      | ۱۳۸۱/۰۷/۰۷ |       |
| ۲۵   | استودان (دخمه) باباطاهر      |                | الیمائی                    | بخش مارگون، روستای باباحاجی                                                         | ۶۲۷۸      | ۱۳۸۱/۰۷/۰۷ |       |
| ۲۶   | آثار و غار روستای سینه‌نمک    |                | اسلامی                     | بخش یاتاوه، دهستان سدات محمودی، روستای سینه نمک                                     | ۶۲۷۹      | ۱۳۸۱/۰۷/۰۷ |       |
| ۲۷   | غار چال امیرخانی             |                | تاریخی ـ اسلامی            | شهرستان بویراحمد، بخش مرکزی، دهستان سررود جنوبی، یک کیلومتری غرب روستای گنجگان علیا | ۱۱۲۴۶     | ۱۳۸۳/۰۹/۰۷ |       |
| ۲۸   | غار کلات                     |                | تاریخی ـ اسلامی            | شهرستان بویر احمد، بخش مرکزی، منطقه دلی اولادعلی مؤمن، ۳ک م شمال شرقی روستای پیروزگ | ۱۱۹۶۶     | ۱۳۸۴/۰۴/۰۵ |       |
| ۲۹   | محوطه آبگردو                 |                | تاریخی                     | شهرستان بویراحمد، بخش مرکزی، دهستان دشتروم، ۸۰۰ م شرق روستای آبگردو                 | ۱۴۱۲۳     | ۱۳۸۴/۱۱/۰۹ |       |